# 노동력

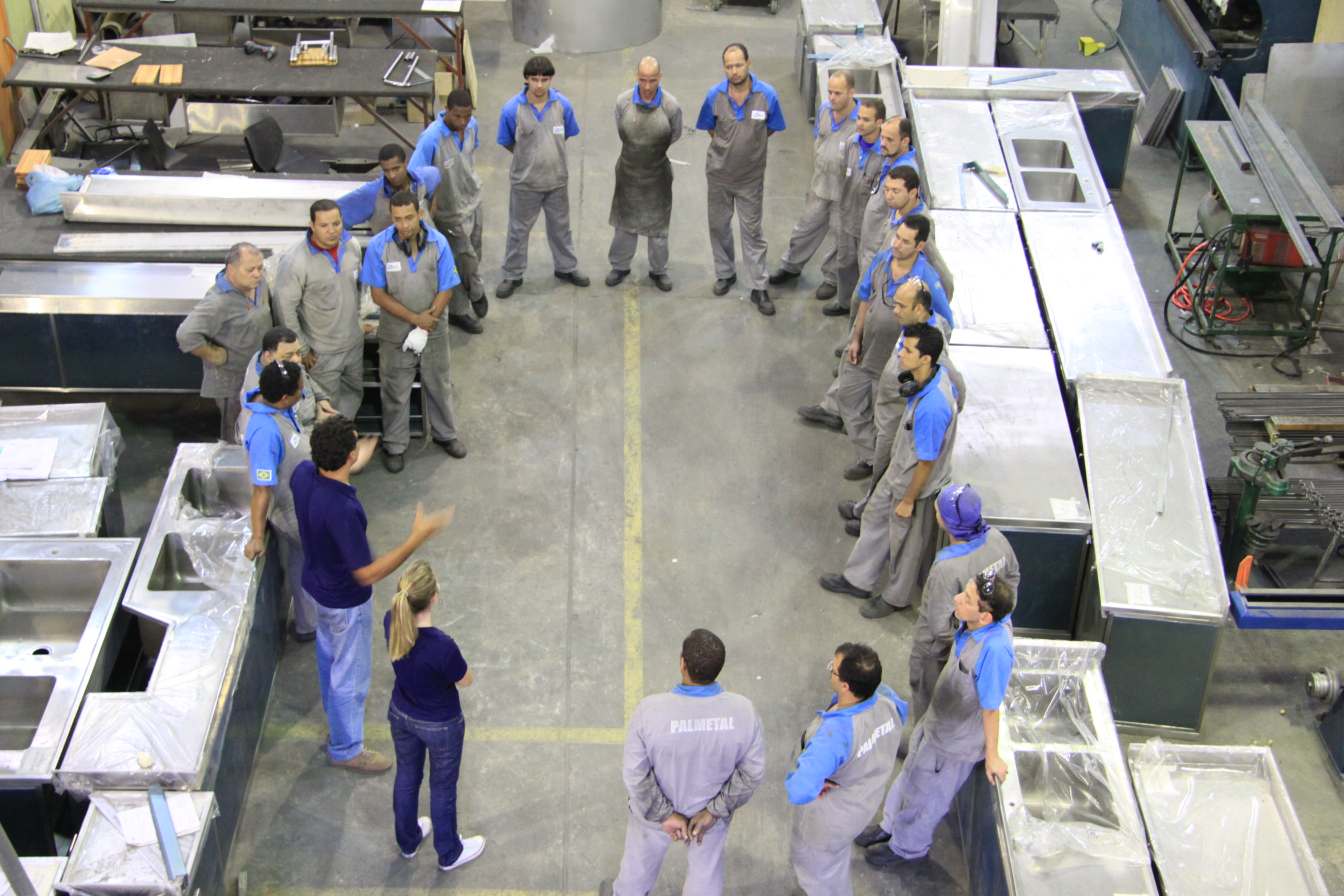
브라질의 노동자들

노동력(勞動力)은 생산물을 만들기 위해 투입되는 인간의 능력이다. 육체적인 것뿐만 아니라 지적인 것도 포함한다. 노동력이라고 하면 노동자를 의미하기도 한다.
마르크스 경제학에서는 노동력은 인간의 노동 능력의 요소의 총합 생산력의 주체를 가리킨다. 노동력에 의해 만들어지는 행위를 노동이라고 하며 마르크스 경제학에서 양자는 엄격하게 구별된다. 자본주의 사회에서 노동은 상품이 되고, 자본가에 의해 시장에서 매매가 되는 것으로 본다. 노동자는 자본가에게 노동력을 팔아 임금을 받는다. 노동 시간이 노동력의 가치보다 큰 경우, 잉여 가치가 발생하여 자본가는 착취한 잉여 가치를 자본으로 축적한다. 노동력도 다른 상품과 마찬가지로 가치와 사용 가치가 있다. 노동력의 사용 가치는 새로운 가치의 창조이며, 가치는 노동력의 유지 · 재생산에 필요한 생활 수단의 가치이다.

## 같이 보기
- 산업예비군
- 임노동